# Radosław Baran
Radosław Baran (Krotoszyn, 5 de noviembre de 1989) es un deportista polaco que compite en lucha libre. Su hermano Robert compite en el mismo deporte.
Ganó una medalla de bronce en el Campeonato Europeo de Lucha de 2021, en la categoría de 97 kg.

## Palmarés internacional
| Campeonato Europeo | Campeonato Europeo | Campeonato Europeo | Campeonato Europeo |
| Año                | Lugar              | Medalla            | Categoría          |
| ------------------ | ------------------ | ------------------ | ------------------ |
| 2021               | Varsovia (Polonia) | Medalla de bronce  | 97 kg              |